# 전신타자기

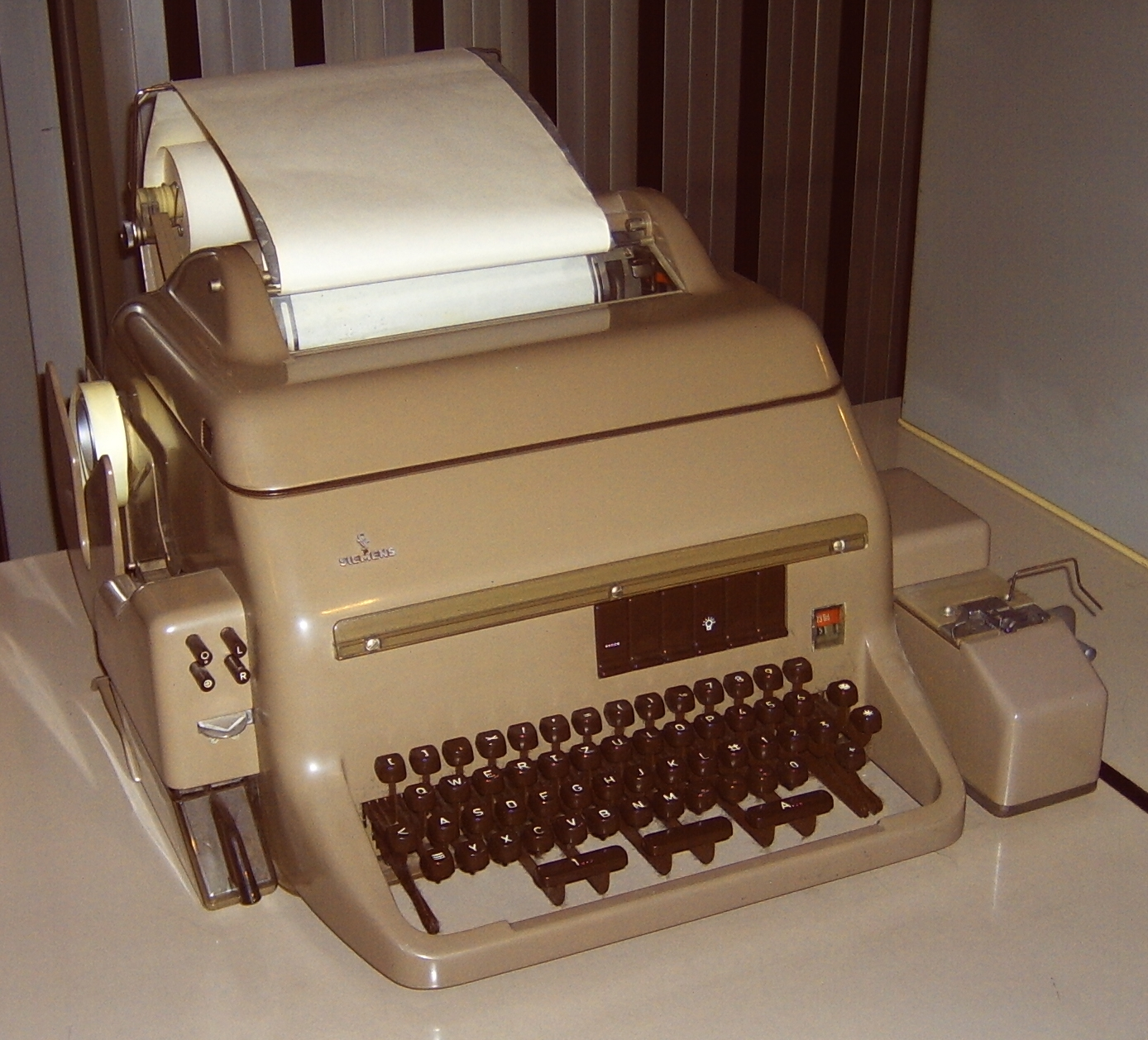
전신타자기

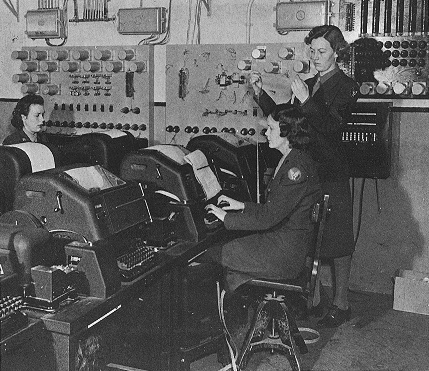
제2차 세계 대전 중에 사용된 텔레타이프 전신타자기

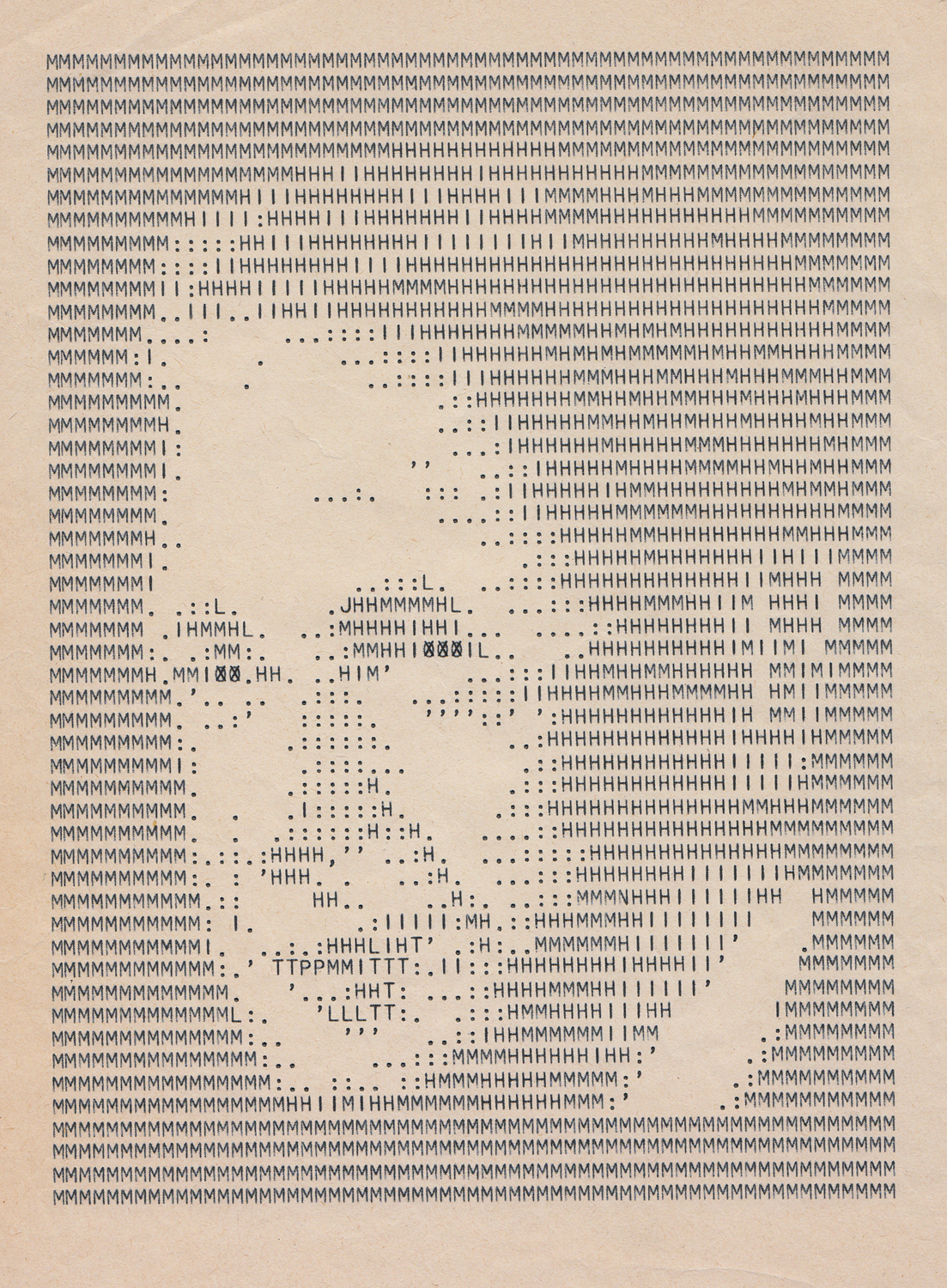
전신타자기 아트의 예. 1962년 Dag Hammarskjöld의 초상화.

전신타자기(電信打字機, 영어: teletypewriter; TTY 텔레타이프라이터[*]) 또는 전신인자기(電信印字機, 영어: teleprinter 텔레프린터[*])는 일대일, 일대다 통신에서 사용된 전기식 타자기로, 간단한 선줄 연결부터 라디오나 마이크로파를 이용한 통신에 이르기까지 여러 통신 경로에서 광범위하게 사용되었다. 이외에도 초기의 메인프레임이나 미니컴퓨터에서 컴퓨터로 타자된 데이터를 전송하고 컴퓨터의 반응을 출력하며 명령 줄 인터페이스 구실을 하기도 했다. (현대 유닉스 계열 시스템에서 터미널을 가리키는 용어로 여전히 TTY가 사용된다) 흔히 사용되는 용어인 텔레타이프는 미국의 텔레타이프(teletype)사에서 개발된 전신타자기의 등록 상표이다.
오늘날 전신타자기는 거의 쓰이지 않지만, 항공 산업 일각(AFTN과 항공 전신 인자 체계)에서는 여전히 쓰이고 있으며, 청각 장애인을 위한 통신 장치(TDDs) 같은 변형은 청각 장애인들에게 전화 내용을 인쇄해 주는 용도로 사용되고 있다. 전산용으로서의 전신타자기는 대부분 프린터 대신 모니터를 출력 장치로 사용하는 단말기들로 대체되었다.

## 역사
전신타자기는 새뮤얼 모스, 알렉산더 베인, 로열 얼 하우스, 데이비드 에드워드 휴스, en:Emile Baudot, 도널드 머레이, Charles L. Krum, en:Edward Kleinschmidt, 프레드릭 G. 크리드를 포함한 수많은 엔지니어들의 일련의 발명을 통해 진화하였다. 전신타자기는 모스 코드 사용의 훈련을 받은 조작자의 필요 없이 메시지를 주고받기 위해 발명되었다. 타자기 사용 훈련을 받은 조작자를 갖춘 2개의 전신타자기 시스템은 2명의 훈련된 모스 코드 조작자를 대체하였다. 전신타자기 시스템은 메시지 속도와 전달 시간을 개선하였으며 수동 개입을 거의 하지 않고도 한 국가에 걸쳐 메시지를 보내는 것을 가능케 만들었다.
1835년 새뮤얼 모스는 기록형 전신을 고안했고 모스 부호가 탄생하였다.
1841년 알렉산더 베인은 인쇄형 전신을 고안했다.

## 사용 원리
전신을 사용할 때는, 문자를 모스 부호로 바꾸어서 송신하고, 수신측에서 받은 모스 부호를 받아 문자로 번역하는데, 전신을 사용하려면 모스 부호를 익혀야 하는 번거로움이 있으며, 이로 인해 시간도 걸리므로, 통신의 자동화가 연구되면서 발달된 것이 인쇄 전신이다.
전신타자기를 사용할 때는 먼저 송신측에서 전신타자기의 타자기 자판을 두드리면 종이 테이프에 두드린 문자에 해당되는 모스 부호에 맞게 구멍을 뚫는다. 구멍이 뚫린 테이프를 끌어당겨서 구멍의 개수와 위치에 따라 신호 전류를 흐른다. 이 때 수신측에서는 송신측에서 받아들인 전류에 따라 해당되는 글자의 활자를 작동시켜, 작동시킨 활자가 종이에 찍어 인쇄된다.

## 같이 보기
- UART

### 특허
- 미국 특허 1,665,594  "Telegraph printer" (Type 12 Teletype), filed June 1924, issued April 1928
- 미국 특허 1,745,633  "Telegraph receiver" (Type 14 Teletype), filed December 1924, issued February 1930
- 미국 특허 1,904,164  "Signalling system and apparatus therefor" (Type 15 Teletype) – filed July 1930, issued April 1933
- 미국 특허 3,507,997  "Frequency-Shift Teletypewriter" – filed August 1966, issued April 1970